# ケイ・グラント
ケイ　グラント(Kei Grant、本名非公表、男性、1959年1月12日 - ) は、日本東京都練馬区田柄出身のラジオDJ・ナレーター・司会者・歌手。最初期の大阪時代はSUPER MASA（スーパー・マサ）の芸名であった。
所属事務所はラララ株式会社。サディーカ、CPOや声優系の東京俳優生活協同組合（俳協）など複数の芸能事務所と業務提携している。

## 概要
日本の民放FMラジオ黎明期から活動する日英バイリンガルDJの一人である。代表作はFNN「ニュースJAPAN」の英語タイトルコール、「日本レコード大賞」ナレーション、PRIDE・DREAMのリングアナウンサーなど。

## 来歴
東京都練馬区田柄町（当時）育ち。板橋区に跨る下赤塚駅界隈を「地元」と称している。現在も出身地に個人事務所を構え活動している。練馬区立田柄中学校・日本大学豊山高等学校・日本大学文理学部、アメリカ・カリフォルニア州ディアンザカレッジのディアンザ・SWIM CLUB。

### 米軍住宅と留学経験
幼少期は近所にあった34thアメリカ合衆国空軍（米空軍）の家族宿舎地区「グラントハイツ」（現在の練馬区光が丘）に無断侵入して遊び、米国大衆文化に触れる。「グラント」という名前はこの「グラントハイツ」に由来している。
水泳選手として活動していた17歳高校生の時に怪我をして引退。コーチになる。20歳の時から3年間、米国カリフォルニア州に水泳コーチとして留学し、英語（米語）を覚える。その後、水泳コーチ・ボディビルトレーナーとして活動を開始。1985年、テレビCMのナレーターとしてデビュー。

### ラジオDJデビュー後
1988年、その年に開局したJ-WAVEで深夜番組「Still Life」（スティルライフ）のナビゲーター（ナレーター）としてデビュー。翌1989年に開局したFM802において「OSAKAN HOT 100」のナビゲーター（DJ）を「SUPER MASA」の名義で務めるも過密スケジュールで体調を崩し、3年弱で降板。
1991年12月22日にJ-WAVE「Denka J-wave Trial」で現在の芸名に改める。
2000年からPRIDE、DREAMやハッスルなどの各種格闘技イベントでリングアナウンサーを務めた。リングアナウンサーの職は2015年12月29日のRIZINの旗揚げ大会「RIZIN SARABAの宴」をもって一旦離れることになった。
テレビ番組では主に司会やナレーションを担当。
2008年9月19日付のTBSアナウンサー（当時）の小林麻耶のブログによると、心臓の病気で都内の病院に入院しバチスタ手術を受け無事に成功。2008年12月30日の「第50回輝く!日本レコード大賞」、大晦日の格闘技「Dynamite!! 〜勇気のチカラ2008〜」から完全な体調で復帰している。

### 歌手デビュー
2010年5月5日に歌手としてデビューした。
富士スピードウェイのイクラ'sAMERICAN Festivalにて、自ら作詞・作曲したオリジナル楽曲「星の輝く夜だから」を披露した。同年11月24日セカンドMaxiシングル「Baby YOU Babe」では英語歌詞で作詞・作曲を手がけるなど歌手活動も行っている。毎月1～2回のLIVE活動を自身のバンドKGB と共に行っている。特に横浜伊勢佐木の長者町FRIDAYには毎月出演している。2015年10月5日バンドとして初のアルバム「GRANT HEIGHTS‐虹色の街」をリリース。2016年2月14日にはMaxiカヴァーシングル「黄昏のビギン」をリリースしている。

## 人物

### 特徴
身長179cm 体重95kg。2008年の手術以降は若干痩せたものの大柄な体格で、サングラスをかけることが多い、強面の外見が特徴。1990年代は極端なモヒカン刈りだった。「ムーディーな声」と言われる低音、太めの渋い声を持つ。母語の日本語に加えて英語を話すことができ、英語タイトルコールの仕事も多い。落ち着いたナレーションからリングアナウンサーまで幅広く行っている。
外見がコング桑田に似ているため、関西ではコング桑田と間違われる事があった。本人同士はお互いを「兄弟」と呼び合っている。

### 嗜好

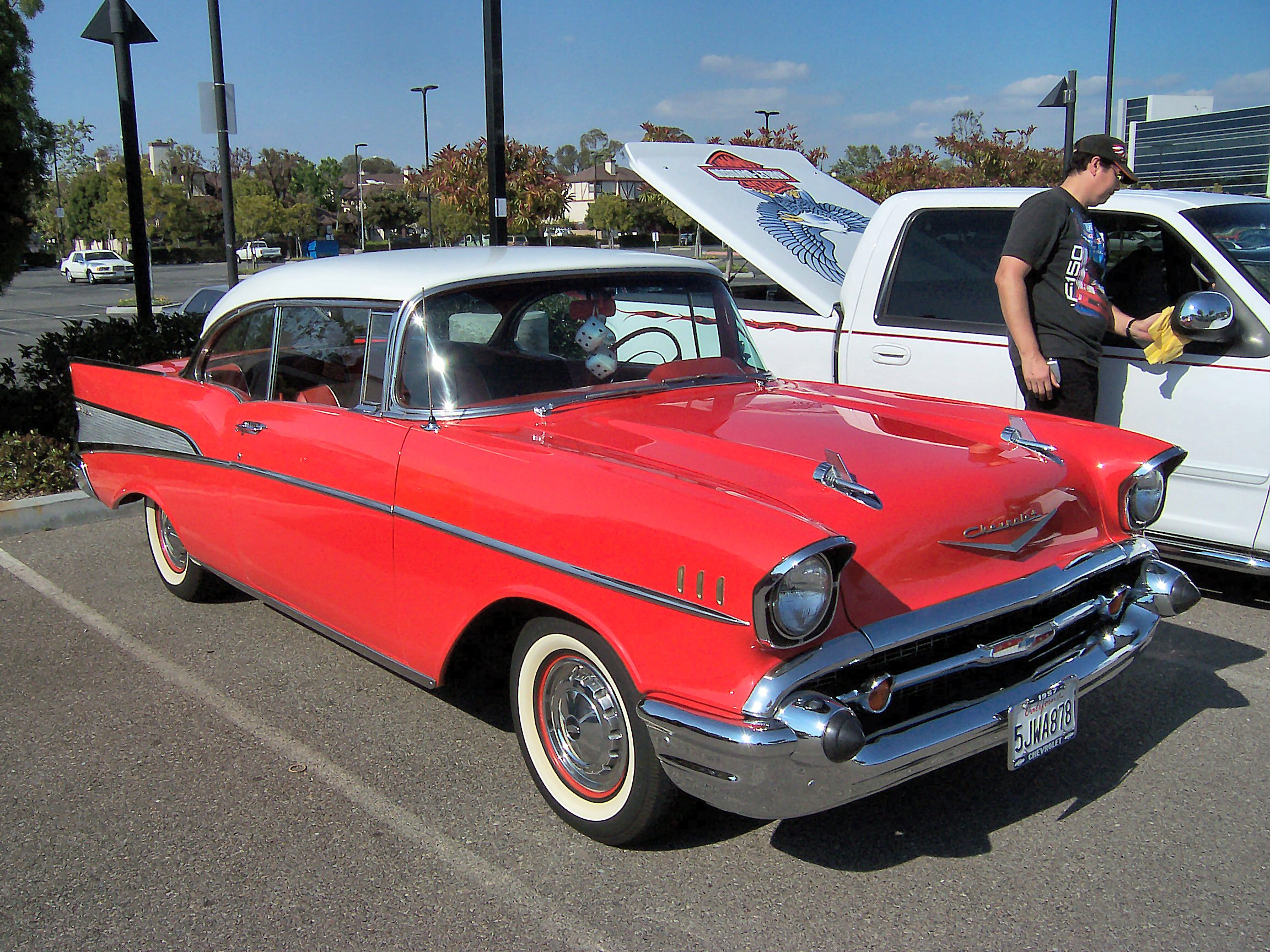
シボレー・ベルエアのイメージ

グラントハイツや留学経験を通して1950 - 1960年代のアメリカ合衆国西海岸の大衆文化に興味を持ち、現在も趣味として1956年型シボレー・ベルエアやシボレー・アストロ、ハーレーダビッドソンを所有し、そのガレージは度々取材されている。
アメリカ二世部隊「第442連隊戦闘団」に感銘をうけ、自身のオリジナルBRAND　KG's442を展開しアパレルやレザーGOODSなどを手掛けている。
また、日本酒に造詣が深いという。

### 親族
弟も地元田柄でスイミングクラブや飲食店を経営している。弟との関係は本人がブログなどで公表したり、弟の飲食店を手伝っていたりする様子がネット上に散見される。

### 交友関係
芸能・ラジオ・テレビ業界・格闘界などに幅広く交友関係を持つ。ウガンダ・トラの命日近くには、毎年石塚英彦、松村邦洋らと「カレー忌」を開催している。
流通評論家の金子哲雄の葬式では生前に本人から直接依頼され司会を担当。「友達の葬儀では泣きたいから引き受けられない」と一度は断ったと言う。
テレンス・リーからは兄貴と慕われている。
麻生夏子のことを気に入っており、年内最終放送の「GRAND COUNTDOWN REAL」の放送後に、ケイのスタジオに、小島嵩弘と麻生夏子と三田寺理紗が来る。

## 出演

### ネットラジオ
- The Radio GrantHeights（練馬放送）※2024年7月より休止中

#### ラジオ
- 低音レディオ（BayFM）2016年4月2日 -

#### 過去のラジオ
- Still Life（J-WAVE）1988年10月 - 1995年3月
- OSAKAN HOT 100（FM802）1989年6月11日 - 1991年7月28日
- CABIN HEAT WAVE（J-WAVE）1991年4月 - 1993年3月
- THE BLINK（NACK5）1997年4月 - 1998年3月
- シャンパン・ブランチ（NACK5）1998年4月 - 2002年3月
- サタデー・オン・ザ・ウエー（NACK5）1998年4月 - 2000年3月
- ALL JAPAN TOP100（NACK5）1993年4月 - 1993年11月
- HELLO! SUNSHINE （NACK5）
- NACK5 POWER PLAYアナウンス
- SUNDAY POWER OF JAPAN（TFM / TOKYO MX）
- CLUB KG（FM PORT）
- TOWER RECORDS TOWER STREET RADIO（TOKYO FM）

ほか

### テレビ
- The Best HOTEL World selection（BS-TBS）ナレーション
- ハモネプスターリーグ2（フジテレビ系)つのだ☆ひろをリーダーとする「オヤジ☆ズム」チームでベースVOCALを担当し優勝

#### 過去のテレビ
- BLOOM!司会（テレビ東京）
- ニュースJAPAN（フジテレビ系）初代タイトルコール
- 料理バンザイ!（テレビ朝日系）DJ・提供読み
- 快傑!ドクターランド（毎日放送制作、TBS系）ナレーション
- M10（テレビ朝日）出演
- H・I・P（テレビ朝日）ナレーション
- TVタイムマシン（テレビ朝日）ナレーション
- ひるおび!（TBS系、火曜日のみ）
- 日本レコード大賞（TBS系、1997年 - 1998年、2000年 - 2004年、2006年 - 2009年）ナレーション
- とんねるずの本汁でしょう!!（フジテレビ系、1997年）「ASIAN TYPHOON DISCO」ナレーション
- 3番テーブルの客（1997年、フジテレビ）
- 獣拳戦隊ゲキレンジャー（テレビ朝日、2007年2月18日 - 2008年2月10日）ナレーション
- Yahoo! JAPAN「話題人ランキング!!」[6] （あっ!とおどろく放送局、 - 2007年3月30日）
- 乾杯でHAPPY![7] （あっ!とおどろく放送局、2007年4月3日 - 6月26日）
- ケイ・グラントのJ-POP CALLING![8] （あっ!とおどろく放送局、2007年7月4日 - 12月26日）
- 夜遊びメールバトル金曜[9]（あっ!とおどろく放送局、2009年12月18日）
- リバースエッジ 大川端探偵社 第5話（テレビ東京、2014年5月17日）司会者 役
- 家電's Walker司会（BS11）
- 世界一周 魅惑の鉄道紀行 (2016年2月22日 - 、BS-TBS) - コンシェルジュ(不定期)
- 脱力タイムズ　(関西テレビ　2022年8月26日)

ほか

### 映画
- 電影版 獣拳戦隊ゲキレンジャー ネイネイ!ホウホウ!香港大決戦（2007年） - ナレーション
- 三大怪獣グルメ（2020年） - 餃子店の客A 役[10]

### リングアナ
- PRIDE
- PRIDE武士道
- ファイティングオペラ・ハッスル
- やれんのか!?
- DREAM
- Dynamite!!（12月31日）

ほか

### ゲーム
- 龍が如く（闘技場リング・アナウンサー）
- 龍が如く2（闘技場リング・アナウンサー）
- 龍が如く 見参!（冒頭ナレーション）
- 龍が如く3（闘技場リング・アナウンサー）
- 龍が如く4 伝説を継ぐもの（闘技場リング・アナウンサー）

### CM
ナレーションのみ
- サッポロ麦とホップtheGOLD
- パンテーン 「ヴァージンヘア対決」
- マクドナルド 「American Vintage 50s 70s 80s シリーズ」
- ワコール 「風と谷間のブラ」
- 日本航空 「先得であきたび　by JAL」
- 本田技研工業 「ホンダ・フィットシャトルハイブリッド」
- ヘルシアウォーター
- ケンタッキーフライドチキン「2011夏のRED HOT チキンVSハラペーニョボンレス」
- TOYOTAニューVOXY
- キリン氷結
- PEPSI NEX
- 久光製薬「サロンパス」
- EPSON「カラリオ」
- 新日本橋三越本店開店

ほか

#### 映画スポット
- 踊る大捜査線 THE MOVIE
- 踊る大捜査線 THE MOVIE2 レインボーブリッジを封鎖せよ!
- 踊る大捜査線 THE MOVIE3 ヤツらを解放せよ!
- 踊る大捜査線 THE FINAL 新たなる希望
- 海猿 UMIZARU EVOLUTION
- 謝罪の王様
- パルプフィクション
- フィフス・エレメント
- 恋に落ちたシェイクスピア
- ユー・ガット・メール

ほか

### テレビアニメ
- 人生相談テレビアニメーション「人生」 - （第7話：「美声」、第12話：「侵入」 / 2代目コガネン）（TOKYO MX他）

### その他
- 各上場企業のインナーイベント、アワードでの司会・MC
- 『ロッキー・ザ・ファイナル』『Mr&Mrs Smith』など洋画のジャパン・プレミアの司会
- 鈴木雅之・ラッツ&スターのMC
- 「EXILE VOCAL BATTLE AUDITION 2006」9月22日に日本武道館で行われた最終審査の中の紹介VTR
- EXILEのシングル『Everything』、『Lovers Again』、『道』、アルバム『EXILE EVOLUTION』のCD+DVDの方のDVDに収録されているEXILE関連のインフォメーション
- ロッテリアの店内放送番組「LOTTERIA Yell Music」
- LeTAOの店内放送番組「ルタオ Yell Music」
- ももいろクローバーZ
  - 『4.10中野サンプラザ大会　ももクロ春の一大事〜眩しさの中に君がいた〜』MC、2011年4月10日
  - 『ももいろクリスマス2011 さいたまスーパーアリーナ大会』選手入場コール（メンバー紹介）、2011年12月25日
  - 『ももいろクリスマス2012 さいたまスーパーアリーナ大会』曲タイトルコール、2012年12月24日・25日

### CD
シングル
星の輝く夜だから（2010年5月5日、South to North Records）
1. 星の輝く夜だから
作詞 / 作曲：ケイ・グラント、編曲：石井徳一
2. 朝に…
作詞：ケイ・グラント、作曲 / 編曲：石井徳一
3. だびんぐしちゃダメよ!
作詞 / 作曲：ケイ・グラント

2nd Maxiシングル
Baby YOU Babe（2010年11月24日、South to North Records）
1. Baby YOU Babe
作詞 / 作曲：ケイ・グラント
2. The Power of LOVE & MUSIC
作詞 / 作曲：ケイ・グラント
3. あまい囁き・パローレ
4. The Christmas song

アルバム「GRANT HEIGHTS‐虹色の街」（2015年10月5日、GRANT RECORDS）
Maxiシングル「黄昏のビギン」(2016年2月14日、GRANT RECORDS)